# ضمیمه کردن به خاک
ضمیمه کردن به خاک، عبارت است از الحاق سرزمینی بی‌صاحب یا متعلق به دولت دیگر به خاک خود. این کار یک‌طرف است یا دست کم، دولتی که بخشی از خاک خود را از دست می‌دهد، از آن خشنود نیست. با پیوست-برخلاف اشغال نظامی، سرپرستی یا تحت‌الحمایگی- حقوق کامل حاکمیت به دست می‌آید و مردم سرزمین پیوسته شهروند دولت پیونداننده به شمار می‌آیند. خرید یا اجارهٔ سرزمین، به عنوان عمل دوجانبه، پیوست شمرده نمی‌شود. پیوست اتریش و سرزمین سودت به آلمان پیش از جنگ جهانی دوم از موارد مهم پیوست است.